# جيلكريست بورتر
جيلكريست بورتر (بالإنجليزية: Gilchrist Porter)‏ هو محامي وقاضي وسياسي أمريكي، ولد في 1 نوفمبر 1817 في الولايات المتحدة، وتوفي في 1 نوفمبر 1894 في نفس البلد. حزبياً، نشط في حزب اليمين. وقد انتخب عضو مجلس النواب الأمريكي.